# 水烛
水烛（学名：Typha angustifolia）又稱蒲草、狭叶香蒲、草蒲黃，是香蒲科香蒲属的植物。分布于印度、俄罗斯、尼泊尔、巴基斯坦、美洲及大洋洲、台湾、欧洲、日本以及中国大陆的吉林、河北、山东、内蒙古、江苏、黑龙江、陕西、甘肃、辽宁、河南、新疆、云南、湖北等地，生长于海拔50米至2,800米的地区，常生长在水边、沼泽中。

## 外部連結
- Typha angustifolia （页面存档备份，存于） Photos, drawings, description from Nature Manitoba
- 水燭香蒲 （页面存档备份，存于） 藥用植物圖像數據庫 (香港浸會大學中醫藥學院) （中文）（英文）
- 蒲黃 中藥材圖像數據庫  (香港浸會大學中醫藥學院) （中文）（英文）
- 草蒲黃 Cao Pu Huang （页面存档备份，存于） 中藥標本數據庫 (香港浸會大學中醫藥學院) （繁體中文）（英文）
- 图片